# Zarszyn

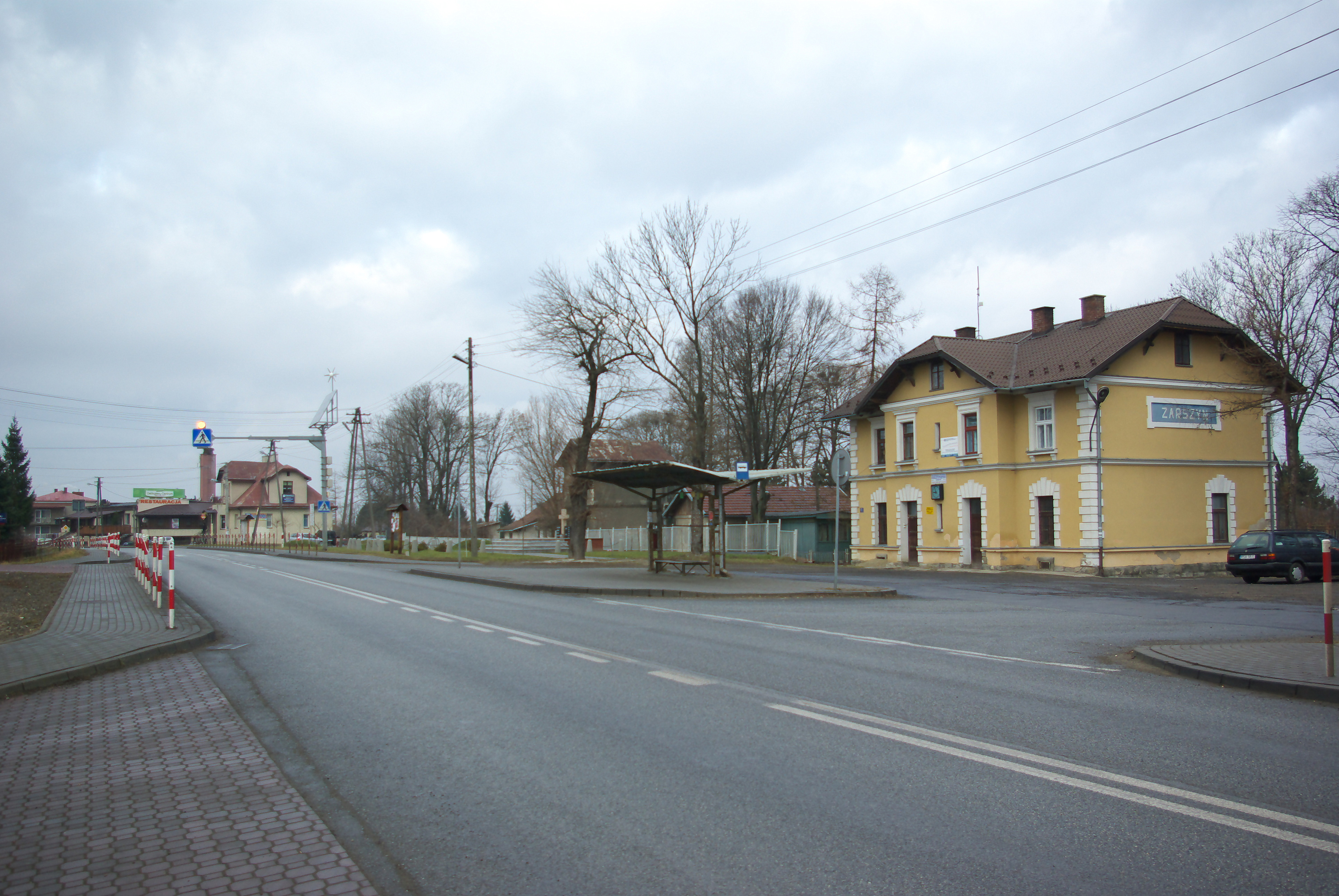
Hauptstraße in Zarszyn

Zarszyn [ˈzarʂɨn]Ausspracheⓘ ist ein Dorf sowie Sitz der gleichnamigen Landgemeinde im Powiat Sanocki der Woiwodschaft Karpatenvorland in Polen.

## Geographie
Der Ort liegt im Sanoker Flachland. Die Nachbarorte sind Posada Jaćmierska im Norden, Bażanówka im Nordosten, Długie im Osten, Posada Zarszyńska im Südosten, Odrzechowa im Südwesten, Besko im Westen. Durch Zarszyn verläuft die Staatsstraße DK 28, die Zator über Nowy Sącz mit Przemyśl verbindet.

## Geschichte
Der Ort wird in älterer und populärwissenschaftlicher Literatur oft als Gründung der Walddeutschen im Spätmittelalter angesehen, dessen Name auf den ungewöhnlichen deutschen Ortsnamen „Sehrschön“ (vergleiche die Aussprache von Zarszynⓘ) zurückgehen soll, schon der über die Walddeutschen forschende und aus nationalistischen Beweggründen großzügig vorgehende NS-Historiker Kurt Lück sah keine ausreichenden Beweise in den Quellen und überlieferten Personennamen, nur Indizien für eine deutsche Gründung und erwähnte den Namen nicht mehr und gab als deutschen Namen Sarschin an. In Wirklichkeit wurde die Stadt im Jahr 1395 als Szarschin erstmals urkundlich erwähnt. Später im Jahr 1434 Zarschin, Zarszin (1589), Zarschschin (1646). Der Name endete immer deutlich mit dem slawischen possessiven Suffix -in. Der in jüngerer Zeit über die ländlichen walddeutschen Ansiedlungen forschende Wojciech Blajer behandelte die Stadt Zarszyn, sowie ihre Vorstadt Posada Zarszyńska nicht als walddeutsche Gründungen, jedoch sah er dagegen das heute zur Gemeinde gehörende Posada Jaćmierska, die Vorstadt von Jaćmierz, als ein Dorf, das im Mittelalter zwar keinen großen, aber einen „geringen, schwierig bestimmbaren oder nur vermutlichen Anteil deutscher Bevölkerung“ hatte.
Bei der Ersten Teilung Polens kam Zarszyn 1772 zum neuen Königreich Galizien und Lodomerien des habsburgischen Kaiserreichs (ab 1804). Ab dem Jahr 1855 gehörte Zarszyn zum Bezirk Sanok. Im Jahr 1884 wurde ein Bahnhof an der Galizischen Transversalbahnlinie eröffnet. Im Jahr 1900 hatte die Gemeinde 1052 Einwohner, davon die Mehrheit römisch-katholisch (869) und polnischsprachig (1040), 171 Juden und 12 griechisch-katholisch und ruthenischsprachig.
Nach dem Ende des Ersten Weltkriegs und dem Zusammenbruch der k.u.k. Monarchie, kam Zarszyn 1918 zu Polen. Unterbrochen wurde dies nur durch die Besetzung Polens durch die Wehrmacht im Zweiten Weltkrieg.
Im Ersten Weltkrieg im Jahr 1915 (Schlacht bei Gorlice-Tarnów) wurde das Städtchen zum großen Teil zerstört und verlor das Stadtrecht im Jahr 1934. Von 1975 bis 1998 gehörte das Dorf zur Woiwodschaft Krosno.

## Gemeinde
Zur Landgemeinde (gmina wiejska) Zarszyn gehören folgende elf Ortschaften mit einem Schulzenamt.
Bażanówka
Długie
Jaćmierz
Jaćmierz Przedmieście
Nowosielce
Odrzechowa
Pastwiska
Pielnia
Posada Jaćmierska
Posada Zarszyńska
Zarszyn
Weitere Orte der Gemeinde sind Granicznik, Grędówka, Koszary und Mroczkówki.